# Ruoutasvalleimeer
Het Ruoutasvalleimeer, Zweeds, Fins: Ruoutasvakkejaure, Samisch: Ruovddasvaggejávri, is een meer in Zweden. Het ligt dicht bij het drielandenpunt met Noorwegen en Finland in de gemeente Kiruna in het Scandinavische Hoogland ten westen van de Lakkonjåsmeren. Het water van het meer stroomt de Ruoutasrivier in.
Afwatering: meer Ruoutasvalleimeer → Ruoutasrivier → Kummarivier → Könkämä →  Muonio → Torne → Botnische Golf